# NAV (rapper)
Navraj Singh Goraya (født 3. november 1989), bedre kendt under sit kunstnernavn Nav (ofte stiliseret som NAV eller ΠΔV) er en canadisk producer og rapper. Han har arbejdet sammen med mange store navne, heriblandt producer og rapper Travis Scott, sanger The Weeknd og rapper Playboi Carti.
Nav er signet til The Weeknd’s pladeselskab XO, og UMG’s Republic Records.

## Diskografi
- NAV (2017)
- Perfect Timing (2017)
- Reckless (2018)
- Bad Habits (2019)